# Balboa (månekrater)
Balboa er et nedslagskrater på Månen. Det befinder sig på Månens forside nær dens vestlige rand og er opkaldt efter den spanske opdagelsesrejsende Vasco Nunez de Balboa (1475-1519).
Navnet blev officielt tildelt af den Internationale Astronomiske Union (IAU) i 1964.  På grund af dets placering får perspektivisk forkortning Balboa til at synes ovalt, når det ses fra Jorden, men det er i virkeligheden ret cirkulært.

## Omgivelser
Størrelsesmæssigt er Balboa sammenligneligt med Daltonkrateret, som ligger sydvest for. Den østlige rand af Balboa ligger vest for Oceanus Procellarum. 
"Balboa A" er et velformet nedslagskrater sydøst for Balboa. Det har en skarp, indskåret rand og et irregulært indre. Dets diameter er kun lidt mindre end Daltonkraterets.

## Karakteristika
Balboas rand er nedslidt og eroderet. De mest intakte dele er de østlige og vestlige. Kraterets indre er blevet ""oversvømmet" med basaltisk lava i fortiden, og systemet er fyldt med riller, især nær den nordlige side.

## Satellitkratere
De kratere, som kaldes satellitter, er små kratere beliggende i eller nær hovedkrateret. Deres dannelse er sædvanligvis sket uafhængigt af dette, men de får samme navn som hovedkrateret med tilføjelse af et stort bogstav. På kort over Månen er det en konvention at identificere dem ved at placere dette bogstav på den side af satellitkraterets midte, som ligger nærmest hovedkrateret. Balboakrateret har følgende satellitkratere:
| Balboa | Længde  | Bredde  | Diameter |
| ------ | ------- | ------- | -------- |
| A      | 17,4° N | 81,9° V | 47 km    |
| B      | 20,3° N | 82,3° V | 62 km    |
| C      | 19,6° N | 79,1° V | 27 km    |
| D      | 18,2° N | 79,7° V | 40 km    |

## Måneatlas
- Billeder af Balboakrateret i LPI-måneatlasset